# Haynecourt British Cemetery
Haynecourt British Cemetery is een Britse militaire begraafplaats met gesneuvelden uit de Eerste Wereldoorlog, gelegen in de Franse gemeente Haynecourt (Noorderdepartement). De begraafplaats ligt aan de Rue de Bourlon op 580 m ten westen van het gemeentehuis. Ze werd ontworpen door William Cowlishaw en heeft een min of meer L-vormig grondplan met een oppervlakte van ongeveer 1.190 m². Het terrein wordt omgeven door een natuurstenen muur en vanaf de toegang tot het gedeelte met de graven loopt een pad van 32 m. Het Cross of Sacrifice staat centraal tegen de zuidwestelijke muur. De begraafplaats wordt onderhouden door de Commonwealth War Graves Commission.
De begraafplaats telt 289 doden waaronder 8 niet geïdentificeerde.

## Geschiedenis
Tijdens de Slag bij Cambrai in 1917 konden de geallieerden dit gebied niet veroveren. Het was pas in september 1918 dat de dorpen Haynecourt, Sailly en Cantimpre door de geallieerde werden ingenomen. De Marcoing Line, een van de Duitse verdedigingssystemen voor Cambrai, liep van Marcoing noordwaarts door Sailly, ten westen van Cantimpre en het oosten van Haynecourt. Op 27 september 1918 namen de 1st Canadian en de 11th Division Haynecourt en de volgende dag Sailly in. De begraafplaats werd aangelegd door eenheden die deelnamen de veldslag.
Onder de geïdentificeerde slachtoffers zijn er 260 Canadezen en 21 Britten.

## Graven

### Onderscheiden militairen
- Charles Henry Fitz-Roy, luitenant bij de Canadian Infantry werd tweemaal onderscheiden met het Military Cross (MC and Bar).
- kapitein Harold John Blair en de luitenants Robert Elliott Brown, W. Hedhes, Robert Onebye Leach, allen officieren bij de Canadian Infantry en de luitenants James Hughs Morwick en T.A. Smith, beiden van de Canadian Motor Machine Gun Brigade werden onderscheiden met het Military Cross (MC).
- er zijn 24 militairen die de Military Medal (MM) ontvingen waarbij sergeant H. McInnis tweemaal (MM and Bar).

### Minderjarige militair
- Lorne Martin Howell, soldaat bij de Canadian Infantry was slechts 17 toen hij sneuvelde op 29 september 1918.

### Alias
- John Joseph Campbell soldaat bij de Canadian Infantry deed dienst bij het Britse leger onder het alias John McLeod.